# Юнис Махмуд
Юни́с Махму́д Халеф (араб. يونس محمود خلف‎; род. 2 марта 1983 или 3 февраля 1983, Dibis District, Киркук) — иракский футболист, нападающий. Был капитаном сборной Ирака. Участник Олимпийских игр-2004, чемпион Азии — 2007. Один из самых популярных игроков мира 2007 года по версии Международной федерацией футбольной истории и статистики. Лауреат Международной премии Джачинто Факкетти (2007).

## Международная карьера
Выступает за сборную Ирака с 2002 года. Занял 4-е место на Олимпийских играх 2004. Победитель Кубка Азии 2007. Лучший игрок турнира Кубка Азии 2007.

## Личные достижения
Лучший игрок турнира Кубка Азии 2007

## Достижения
- Олимпийские игры
  - 4 место 2004
- Кубок Азии по футболу
  - Победитель Кубка Азии 2007
- Чемпионат Катара по футболу
  - Чемпион 2007/08, 2008/09, 2009/10